# Grotte e Sorgenti pietrificanti di Labante
Grotte e Sorgenti pietrificanti di Labante este o arie protejată (arie specială de conservare — SAC, sit de importanță comunitară — SCI) din Italia întinsă pe o suprafață de 4,7 ha, integral pe uscat.

## Localizare
Centrul sitului Grotte e Sorgenti pietrificanti di Labante este situat la coordonatele 44°15′31″N 11°02′13″E / 44.258516°N 11.037055°E.

## Înființare
Situl Grotte e Sorgenti pietrificanti di Labante a fost declarat sit de importanță comunitară în iulie 2006 pentru a proteja 5 specii de animale. Situl a fost protejat și ca arie specială de conservare în martie 2019.

## Biodiversitate
Situată în ecoregiunea continentală, aria protejată conține 5 habitate naturale: Izvoare petrifiante cu formare de travertin (Cratoneurion), Peșteri inaccesibile publicului, Pajiști carstice calcaroase sau bazofile, de Alysso-Sedion albi, Pajiști uscate seminaturale și facies de acoperire cu tufișuri pe substraturi calcaroase (Festuco-Brometalia) (* situri importante pentru orhidee), Păduri aluvionare cu Alnus glutinosa și Fraxinus excelsior (Alno-Padion, Alnion incanae, Salicion albae).
La baza desemnării sitului se află mai multe specii protejate:
- păsări (2): rândunică (Hirundo rustica), codroșul de pădure (Phoenicurus phoenicurus)
- mamifere (2): liliacul mare cu potcoavă (Rhinolophus ferrumequinum), liliacul mic cu potcoavă (Rhinolophus hipposideros)
- nevertebrate (1): Euplagia quadripunctaria

Pe lângă speciile protejate, pe teritoriul sitului au mai fost identificate 1 specie de plante, 4 specii de amfibieni, 6 specii de mamifere, 3 specii de reptile.